# 引滦入津工程

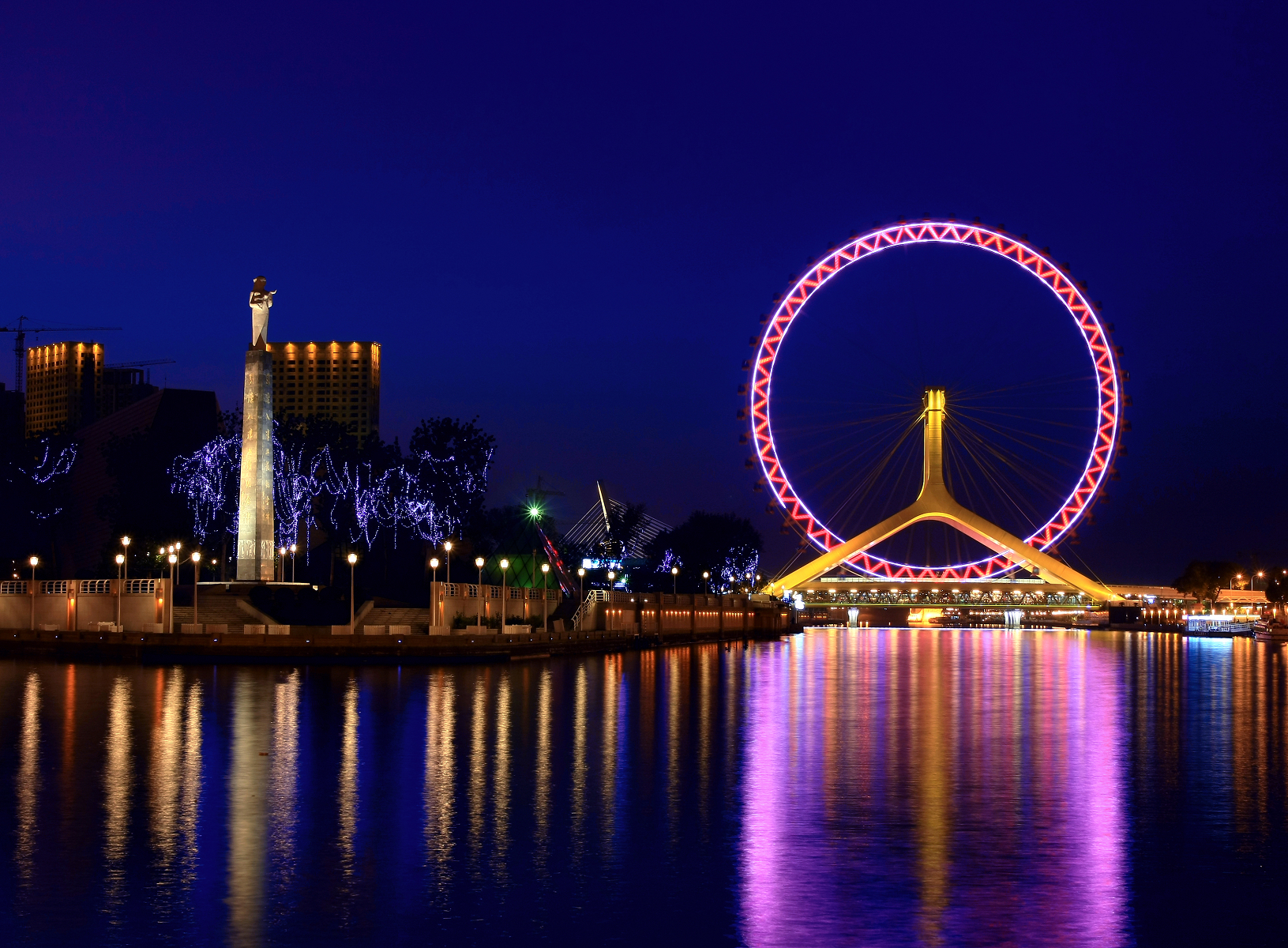
天津市三岔河口的引滦入津纪念碑

引滦入津工程是中国滦河、海河流域的大型跨流域引水工程。以河北省境内的滦河潘家口水库为龙头，经大黑汀水库调节后，通过输水幹渠经迁西、遵化进入天津市蓟县于桥水库，再经宝坻区至宜兴埠泵站，全长234千米。工程于1982年5月11日动工，于1983年9月11日建成。

## 背景

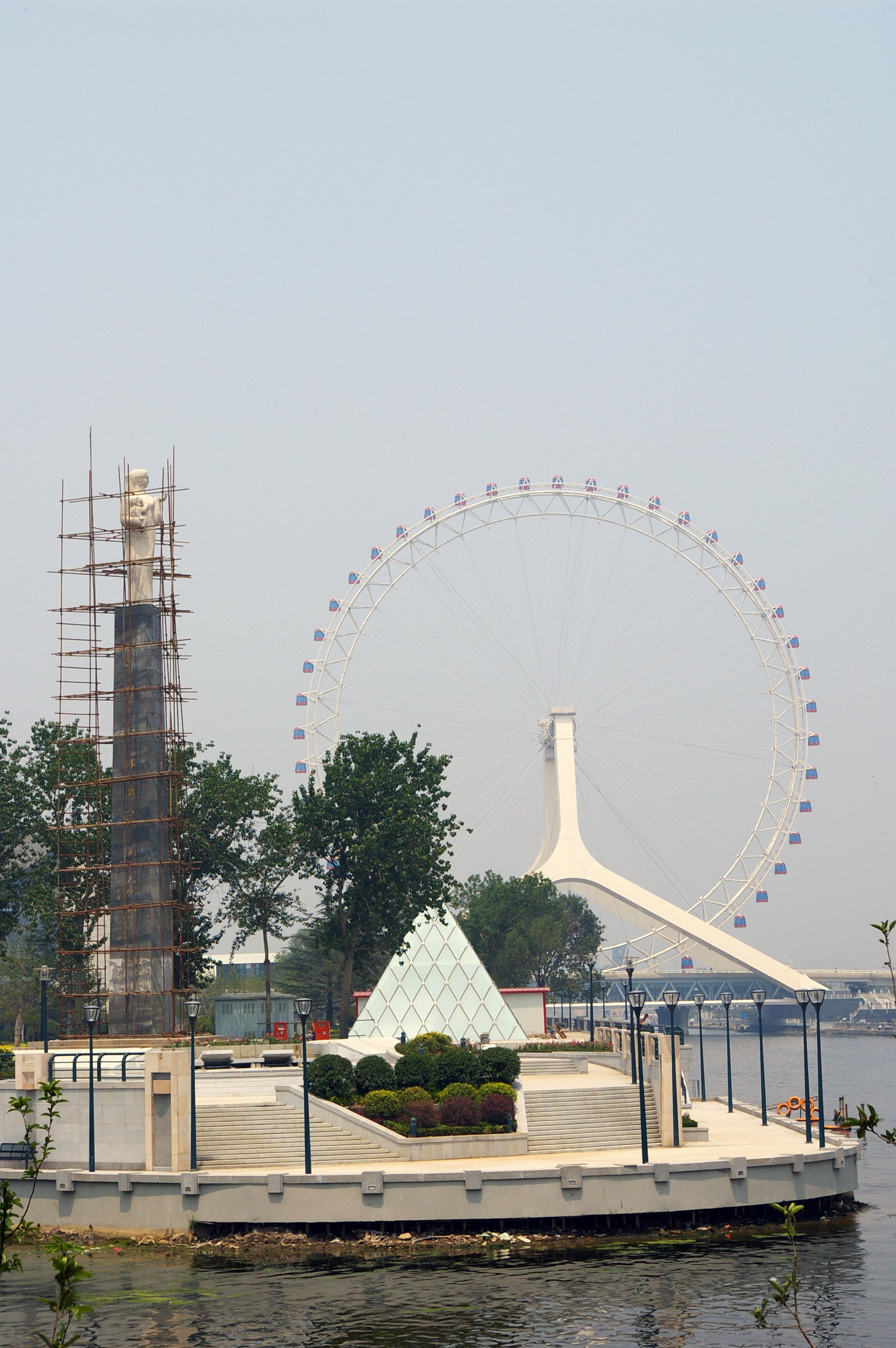
重新翻修中的引滦入津纪念碑

20世纪70年代末，由于天津市人口剧增，用水量加大，而主水源海河因上游环境破坏、森林减少、修建水库、灌溉农田等原因，导致下游水量大幅度减少，造成天津供水严重不足。当时，天津市用水量由原来的每天180万方降到100万方，后又压缩到70万方。天津市民生活用水由原来每人每天70公升降到65公升，而且是每公升含1000多毫克氯化物的咸水。天津工业生产用水由原来日用77万方降到45万方。此外，天津第一发电厂由于缺水被迫停止发电，天津纺织、印染、造纸等工业面临停产威胁。

## 建设
1981年8月，中华人民共和国国务院决定兴建引滦入津工程，将其列为国家重点建设项目，工程的勘测、设计、施工任务由天津市负责。该工程是一个跨海河、滦河流域的巨大工程群，包括在迁西县的滦河干流修建潘家口水库和大黑汀水库，并通过引滦入津（北线）和引滦入唐（南线）两个巨大的输水工程，沟通滦河、州河、还乡河、陡河等河系，把已成的于桥、邱庄及陡河等大型水库串联起来形成一个具有蓄水、壅水、分水、输水、配水、净水等功能的完整的水源体系，以解决天津市、唐山市的城市用水困难，并兼供发电和农业灌溉。
1982年5月11日，工程正式开工。
输水工程从河北省境内的滦河大黑汀水库开始，通过输水干渠经迁西、遵化入黎河至天津蓟县于桥水库，经新建州河暗渠，转输水明渠，注入尔王庄水库，经泵站分两路进入天津市：一路从明渠入北运河和海河；另一路由暗渠入天津水厂。年平均输水量10亿立方米，最大输水能力为60～100立方米／秒。
引滦河道自大黑汀水库坝下至天津全长234公里，全线隧洞、泵站、管道桥梁等工程项目共有215个，共治理河道100多公里，开挖64公里的专用水渠，全部工程开凿出的岩石达140万立方米。其间还需要在滦河和蓟运河的分水岭处穿越燕山开凿一条12.394千米长的引水隧洞。工程需要完成土方3460万，石方166.7万，浇筑混凝土约80万立方米，修建各类建筑物面积12万多平方米，安装设备2776台件。此外，还有进水闸枢纽、加压泵站、平原水库、大型倒虹吸、暗管、明渠、暗渠、净水厂，公路桥，以及农田水利配套、供电、通讯工程等。
1983年9月5日上午8时，潘家口水库、大黑汀水库和引滦枢纽闸依次提闸放水，9月11日，引滦入津工程全线通水。
工程总投资11.34亿元。

## 后续及影响
引滦入津工程建成后，在天津城市的发祥地——三岔河口建设了引滦入津工程纪念碑，由邓小平于1986年8月20日题字。
引滦入津工程扭转了天津的缺水局面，保证了几百万城市居民生活用水和工业用水，减少了地下水开采，有效控制了地面沉降，市区年平均沉降量已经由1985年的86毫米减缓到2002年的17毫米。
2001年，在“天津市北运河综合治理工程”中，在北辰区南仓村修建滦水园纪念该工程。
2002年天津市利用亚洲开发银行贷款，投资24亿元开始实施引滦水源保护工程，年节水量可达2600万立方米以上。
2002年对引滦入津输水工程沿线水域调查发现，调查水域可初步划定为中－富营养型过渡类型，并已呈现明显富营养化加剧的趋势。

## 參见
- 引滦入唐工程
- 引黄济津工程
- 南水北调工程
- 大西线工程